# Рейнско-Рурский регион

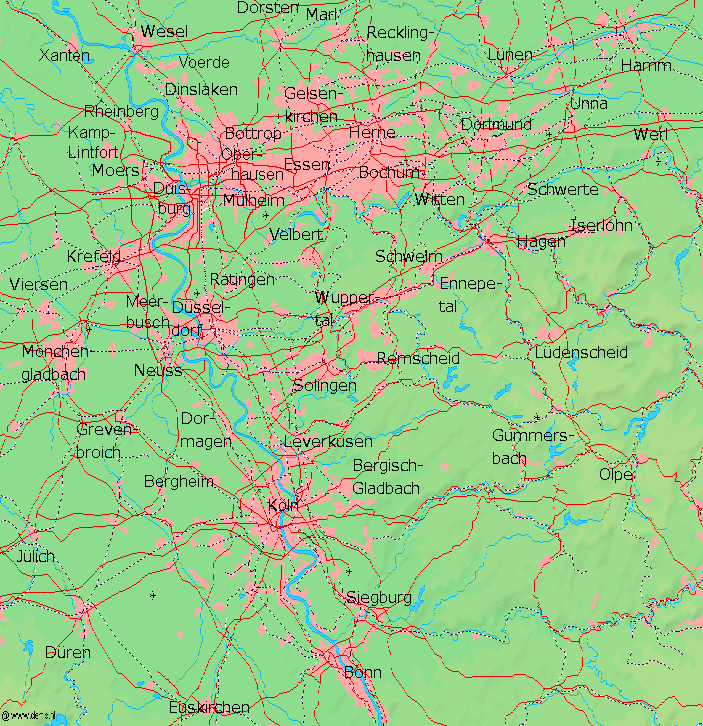

Регион Рейн-Рур (нем. Metropolregion Rhein-Ruhr) — регион-метрополис в федеральной земле Северный Рейн-Вестфалия (Германия). Простираясь от Рурского региона на севере до Кёльна, Дюссельдорфа и Вупперталя на юге, он практически является одной из крупнейших агломераций в мире, занимая территорию в 7110 км², на которой проживает около 10,1 млн человек (2007). Северная часть региона представляет собой конурбацию — де-факто практически слившийся единый 5-миллионный город Рурштадт.

## Географическое положение
Регион имеет форму треугольника, пролегая вдоль рек Рейн и Рур в месте их слияния, однако четко не ограничен. Понятие «Регион Рейн-Рур» обычно область от Хамма на востоке до Менхенгладбаха на западе, от Везеля на севере до Бонна на юге и состоит из двух частей: рурского бассейна (нем. Ruhrgebiet) и прирейнской области (нем. Rheinschiene).

## Характер и состав
В отличие от региона Рейн-Майн около Франкфурта-на-Майне, имеющего явно выраженный центр, регион Рейн-Рур включает в себя большое количество крупных и известных городов, что часто приводит к сильному соперничеству между ними. При этом, в то время как миллионный Кёльн является самым большим городом всего региона и центром собственной тесной 2-миллионной агломерации на юге региона, в занимающем северную часть региона 5-миллионном Рурштадте есть два практически равных крупнейших центра-полумиллионера Дортмунд и Эссен, которым также почти равен имеющий тесную миллионную агломерацию полумиллионер Дюссельдорф в средней части региона.
Кроме того, существуют различные концепции и формы самоидентификации даже внутри Рурского региона и прирейнских областей (от Бонна до Везеля). Из-за этого широко популяризируемое объединение ограничивается пока отдельными инициативами, как, например, объединение локальных транспортных обществ в единое транспортное общество «Рейн-Рур» или общее управление гаванями Дюссельдорфа и Нойса.
В состав региона Рейн-Рур входят:

### Города земельного подчинения
| Города земельного подчинения | Население 30.06.2008 | Города земельного подчинения | Население 30.06.2008 |
| ---------------------------- | -------------------- | ---------------------------- | -------------------- |
| Бохум (BO)                   | 379 910              | Крефельд (KR)                | 236 516              |
| Бонн (BN)                    | 316 913              | Леверкузен (LEV)             | 161 279              |
| Боттроп (BOT)                | 118 227              | Мёнхенгладбах (MG)           | 259 396              |
| Вупперталь (W)               | 355 158              | Мюльхайм-ан-дер-Рур (MH)     | 168 669              |
| Гельзенкирхен (GE)           | 263 638              | Оберхаузен (OB)              | 216 392              |
| Дортмунд (DO)                | 585 670              | Ремшайд (RS)                 | 113 377              |
| Дуйсбург (DU)                | 494 920              | Хаген (HA)                   | 193 045              |
| Дюссельдорф (D)              | 582 222              | Хамм (HAM)                   | 182 644              |
| Золинген (SG)                | 162 293              | Херне (HER)                  | 167 718              |
| Кёльн (K)                    | 996 690              | Эссен (E)                    | 580 751              |
| Итого:                       |                      |                              | 6 535 428            |

### Округа
из округа Эннепе-Рур — все города и общины до г. Бреккерфельд

из меркского округа — города Хемер, Изерлон, Менден 

из округа Меттманн — все города и общины

из округа Реклингахузен — все города и общины до г. Хальтерн-ам-Зее

из округа Рейн-Эрфт — города и общины Брюль, Фрехен, Хюрт, Весселинг

из прирейнского округа Нойс — все города и общины до городов Юхен и Роммерскирхен

из округа Рейн-Зиг — города и общины Альфтер, Борнхайм, Нидеркассель, Санкт-Августин, Зигбург, Тросдорф

из округа Рейн-Берг — города и общины Бергиш-Гладбах, Буршайд, Ляйхлинген

из округа Унна — все города и общины

из округа Фирзен — города и общины Кемпен, Тёнисфорст, Фирзен, Виллих

из округа Везель — города и общины Динслакен, Камп-Линтфорт, Мёрс, Нойкирхен-Флуйн, Фёрде и Везель

## Транспорт

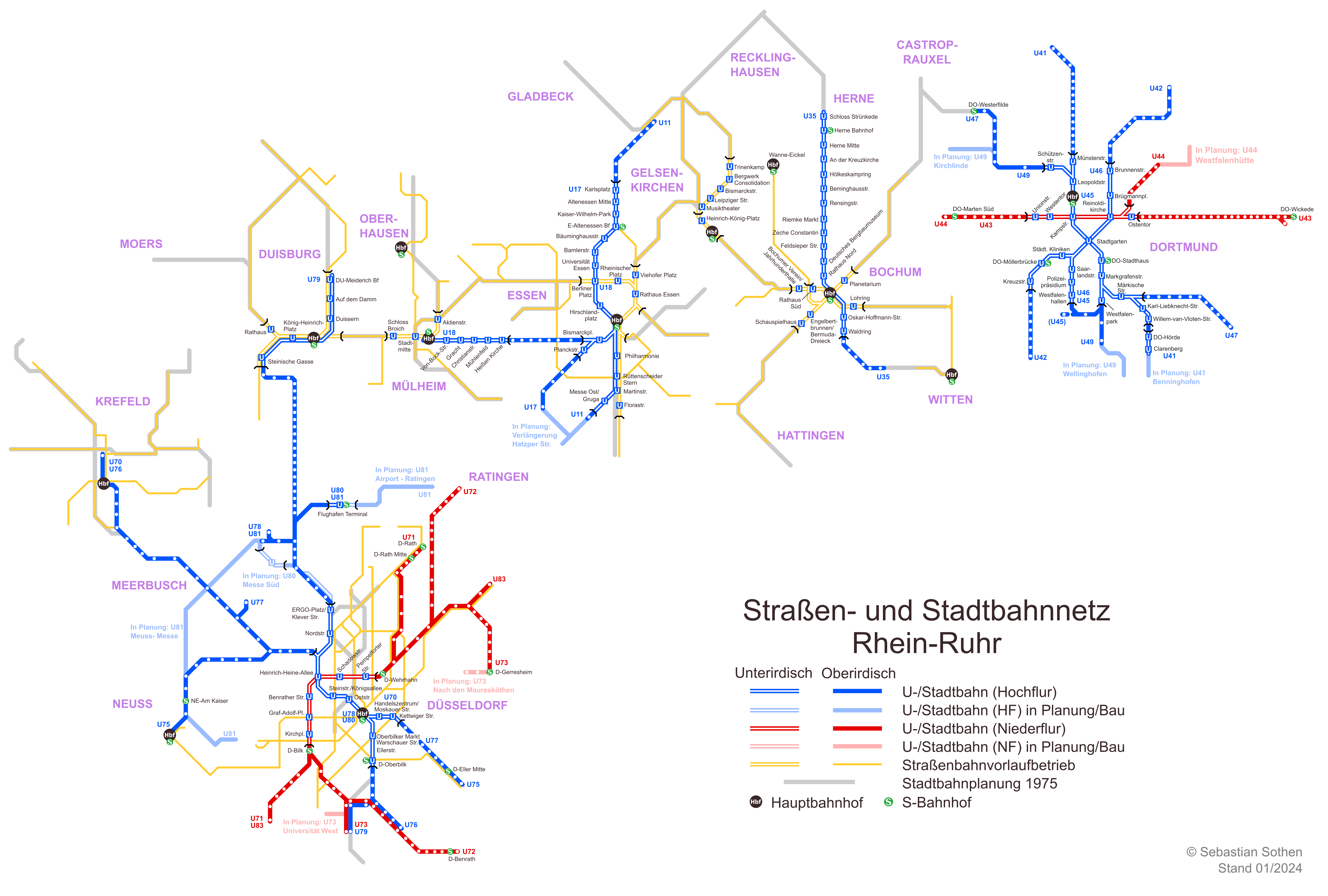
Схема скоростного рельсового транспорта Рейнско-Рурского региона

Регион является важным транспортным узлом для всех видов транспорта.

### Автотранспорт
В рейнско-рурском регионе пересекаются автобаны европейского значения A 1 (Путгарден — Саарбрюккен), A 2 (Оберхаузен — Берлин), A 3 (Эммерих — Пассау) и A 4 (Ахен — Гёрлиц).
Автобаны регионального и межрегионального значения A 31 (Боттроп — Эмден), A 40 (Ruhrschnellweg: Штрелен — Дортмунд), A 42 (Emscherschnellweg: Камп-Линтфорт — Кастроп-Рауксель), A 43 (Вупперталь — Мюнстер), A 44 (Ахен — Кассель), A 45 (Sauerlandlinie: Дортмунд — Ашафенбург), A 46 (Хайнсберг — Бествиг), A 52 (Рурмонд (Нидерланды) — Марль), A 57 (Крефельд — Кёльн), A 59 (Динслакен — Бонн) и A 61 (Венло (Нидерланды) — Хок) полностью или частично находятся в регионе.
Усиливают транспортную сеть небольшие региональные автобаны с трёхзначными номерами A 443, A 445, A 516, A 524, A 535, A 540, A 542, A 544, A 553, A 555, A 559, A 560, A 562 и A 565.

### Железнодорожный транспорт
В рейнско-рурском регионе находятся 4 вокзала 1-й категории:
| Вокзал      | Поездов/день: | дальнего следования | региональные | S-Bahn | Итого | Пассажирооборот/день |
| ----------- | ------------- | ------------------- | ------------ | ------ | ----- | -------------------- |
| Кёльн       |               | 243                 | 521          | 466    | 1.230 | ~250.000             |
| Дюссельдорф |               | 169                 | 423          | 550    | 1.142 | ~250.000             |
| Дортмунд    |               | 195                 | 485          | 302    | 982   | ~125.000             |
| Эссен       |               | 175                 | 226          | —      | 401   | ~175.000             |

В регионе действуют общие электропоезда-S-Bahn, а также региональные поезда-экспрессы.

### Авиатранспорт
В регионе существует 3 международных аэропорта:
| Аэропорт             | Пассажирооборот   | Грузооборот      |
| -------------------- | ----------------- | ---------------- |
| Аэропорт Дюссельдорф | 17,8 млн. (2007)  | 60 162 т         |
| Аэропорт Кёльн/Бонн  | 10,47 млн. (2007) | 719 000 т (2007) |
| Аэропорт Дортмунд    | 2,16 млн. (2007)  | 8 388 т (2006)   |

### Водный транспорт
Рейн — крупнейшая в Европе транспортная магистраль, дуйсбургский порт — крупнейший в мире речной порт, а порт Дортмунда — крупнейший в мире канальный порт. В рурском бассейне существует обширная сеть судоходных каналов, покрывающая практически все его крупные города. Крупнейшими среди них являются:
- Канал Везель-Даттельн
- Канал Даттельн-Хамм
- Канал Рейн-Херне
- Канал Дортмунд-Эмс

### Городской общественный транспорт
Общественным транспортом на территории региона управляют два транспортных объединения — Verkehrsverbund Rhein-Ruhr в рурской области и бергском треугольнике, а также на соответствующем участке левого берега Рейна, и Verkehrsverbund Rhein-Sieg в регионе Кёльн-Бонн.
Транспортное общество «Рейн-Рур» VRR занимается общественным транспортом в Рурском регионе и части Нижнего Рейна.
Многие предприятия региона Дюссельдорф — Дуйсбург — Мюльхайм, где Рур впадает в Рейн, содержат в названии сочетание «Рейн-Рур». Например, гавань Рейн-Рур в Мюльхайме, или аэропорт Рейн-Рур в Дюссельдорфе (с 1998 г. переименован).